# Strafkompanie

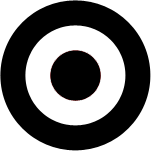
Пометка «штрафников» в концлагерях

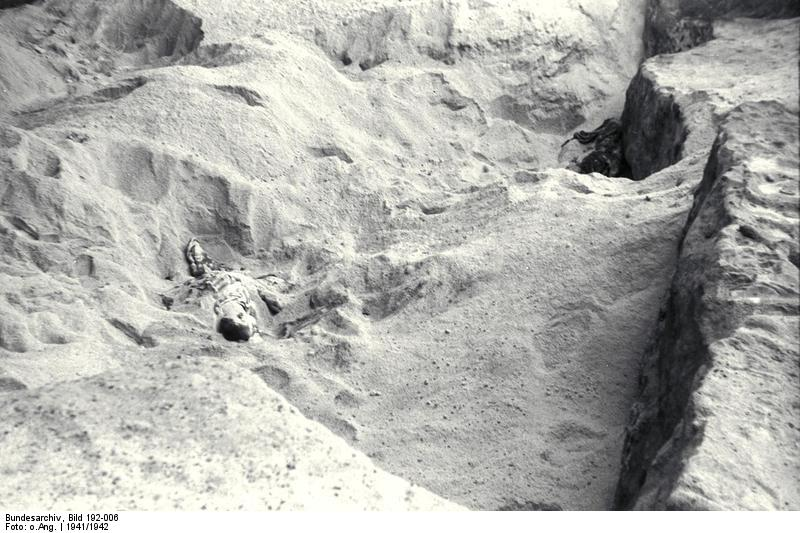
Погибший заключённый в карьере концлагеря Маутхаузен, 1944—1945 год

Strafkompanie (в переводе с немецкого — «штрафная рота») — особая группа заключённых в концентрационных лагерях нацистской Германии, выполнявшая самые тяжёлые работы и содержавшаяся в значительно более тяжёлых условиях, чем остальные заключённые.

## Описание
«Штрафники» выполняли самые тяжёлые работы в лагере (такие как работа в карьерах), причём они были обязаны передвигаться бегом. Кроме того, они должны были работать и после окончания рабочего дня для основной массы заключённых — при этом практически не имея перерывов во время работы в сравнении с остальными заключёнными. К тому же, их совсем лишали питания. К таким заключённым эсэсовцы и капо относились с особой жестокостью. Содержались «штрафники» изолированно от остальных заключённых в отдельных бараках. Зачастую они умирали прямо за работой, не выдерживая невыносимого труда, голода и физического истощения. Многие заключённые-«штрафники» расстреливались надзирателями под предлогом совершения «попытки к бегству».
В Бухенвальде заключённые, направленные в штрафную компанию, работали, например, на каменоломне. Как правило, направление в «штрафники» было временным, и заключённые через некоторое время могли рассчитывать на возвращение к обычному режиму содержания, который был значительно лучше режима штрафной компании.
Strafkompanie набирались из всех категорий заключённых — евреев, преступников, советских солдат, политических заключённых, священников, свидетелей Иеговы, гомосексуальных мужчин, цыган и т. д. Критерии отбора в штрафную компанию зачастую имели произвольный характер.